# Marianao
Marianao – gmina (municipio) w zachodniej Kubie, będąca częścią prowincji Hawana. W 1989 gminę zamieszkiwało 133 016 osób.
W tym gminie rozwinął się przemysł spożywczy, samochodowy, maszynowy oraz materiałów budowlanych.

## Współpraca
- Carmen, Meksyk
- Zapopan, Meksyk